# Josef Bleyer

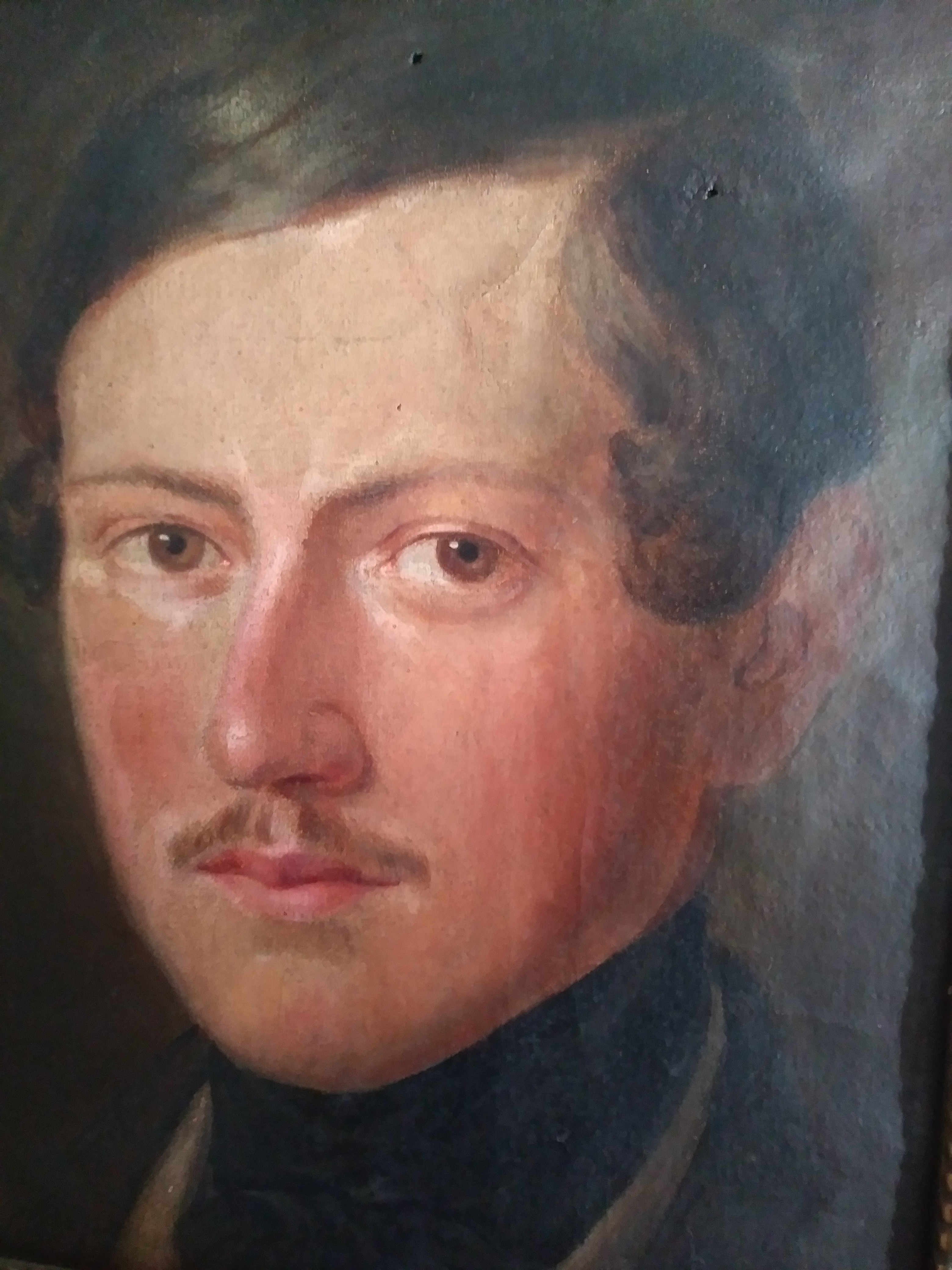
Josef Bleyer (um 1900)

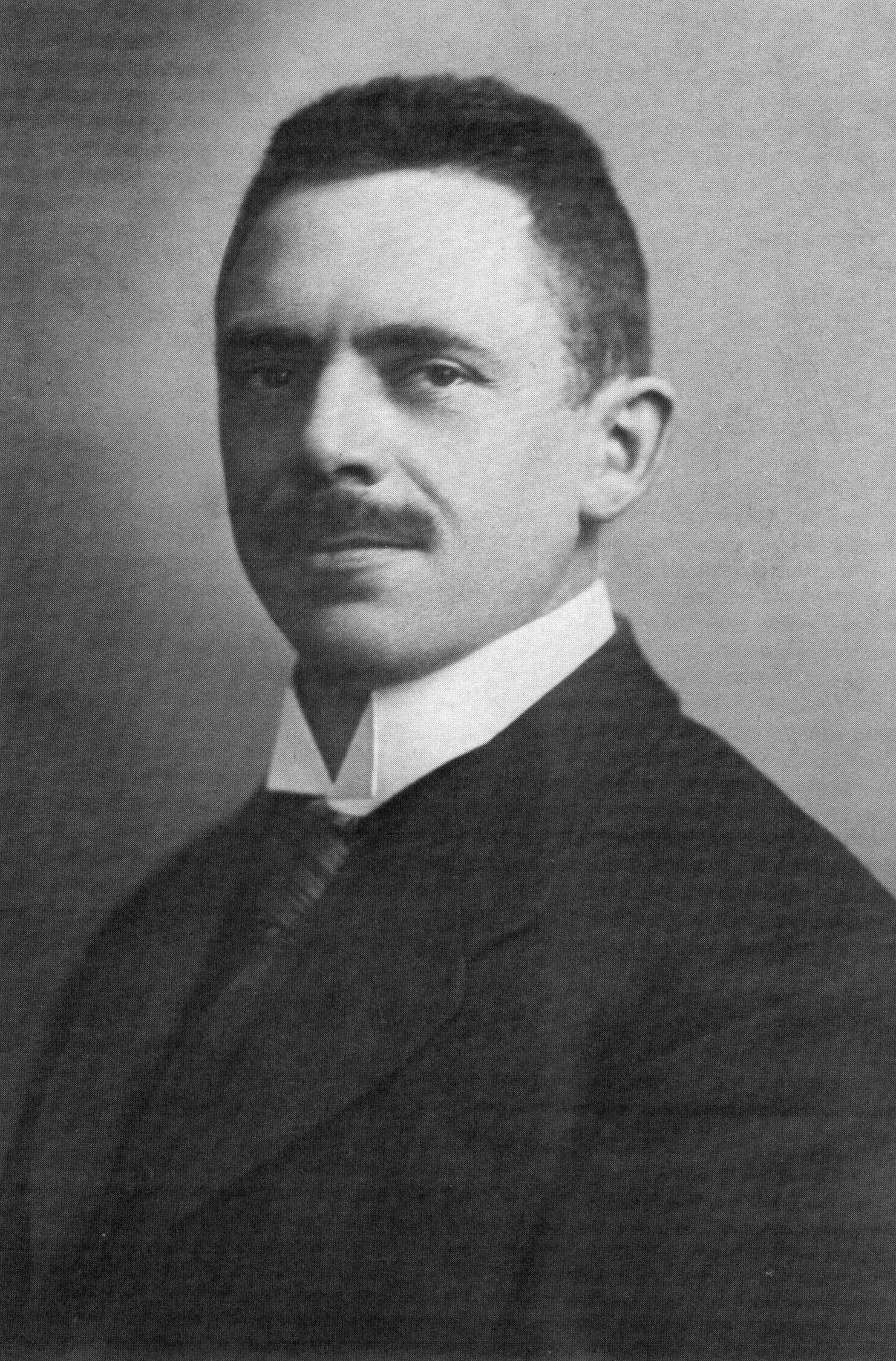
Josef Bleyer

Josef Bleyer (* 5. Oktober 1878 in Bayreuth; † 27. März 1935 in München) war ein Bürgermeister von Regensburg (1914–1920) und bayerischer Staatsrat.
Bleyer kam als Sohn des Zollinspektors Josef Bleyer und dessen Frau Anna zur Welt. Er besuchte zwischen 1887 und 1896 die Humanistischen Gymnasien in Nürnberg, Burghausen und Landau in der Pfalz und studierte von 1896 bis 1900 Rechts- und Staatswissenschaften an der Universität München. Er absolvierte sein Referendariat bei Münchner Justiz- und Verwaltungsstellen und schloss den Staatskonkurs mit Note Eins ab. 1904 war er zunächst als juristischer Hilfsarbeiter im bayerischen Justizministerium tätig, seit November dann als Richter am Amtsgericht München. 1906 ging Bleyer als Hilfsreferent ins Justizministerium zurück. 1913 erfolgte seine Ernennung zum Landgerichtsrat. Neben seiner Tätigkeit im Staatsministerium trat Bleyer als Verfasser wissenschaftlicher Aufsätze, Gesetzeskommentare und Editor von Gesetzessammlungen hervor. Im Jahr 1920 wurde er mit der Arbeit Die Finanzlage der bayerischen Städte unter der Einwirkung des Krieges und der Erzbergerschen Finanzreform an der Universität Erlangen promoviert.
Am 11. Februar 1914 wurde Bleyer als Nachfolger Otto Geßlers zum 1. Bürgermeister Regensburgs gewählt. Das Votum erfolgte im Regensburger Gemeindebevollmächtgtenkollegium einstimmig, was in der politisch und konfessionell gespaltenen Stadt bisher nicht vorgekommen war. Der Katholik Bleyer, der als gemäßigt liberal galt, konnte die Stimmen aller Parteien (Liberale, Zentrum, SPD) auf sich vereinigen, weil die hohe fachliche Kompetenz für ihn sprach und er bislang in keiner Weise parteipolitisch engagiert gewesen war. Im Juli 1916 wurde Bleyer auf Lebenszeit gewählt, zum 1. Januar 1917 schließlich durch König Ludwig III. zum Oberbürgermeister ernannt. Durch die Novemberrevolution veränderte sich auch die Kommunalverfassung in Bayern: Im Juni 1919 wurde erstmals der neue Stadtrat gewählt, den nun die Bayerische Volkspartei dominierte. Am 23. November 1919 erfolgte die erste Direktwahl des Regensburger Oberbürgermeisters auf zehn Jahre, welche Bleyer mit großer Mehrheit gewann. Doch gab er das Amt bereits zum 1. November 1920 auf und kehrte als Ministerialrat ins Justizministerium zurück. Von 1926 bis zu seinem Tod war er als Staatsrat, zuerst im Ministerium des Äußeren, dann ab 1933 in der bayerischen Staatskanzlei, tätig. Der Grund für Bleyers plötzlichen Rückzug vom Amt des Regensburger Bürgermeisters ist nicht klar zu erkennen, könnte aber mit der Dominanz der BVP, welcher er nicht nahestand, im Stadtrat zu erklären sein; vielleicht auch mit dem schlechten Gesundheitszustand seiner Frau Anna (geb. Patsch), mit der er seit 1904 verheiratet war und welche schon 1921 starb